# موزه اسناد تاریخی و خطی
موزه اسناد تاریخی و خطی آبادان در سال ۱۳۸۸ در محل مسجد رنگونی‌ها در آبادان گشایش یافت. در این موزه قرآن‌های خطی، اسناد تاریخی مربوط به اواسط دوره قاجار تا رضاشاه، شامل مکاتبات مالی و تجاری تجار ایرانی مقیم هندوستان و انگلستان با ایران و همچنین انواع سفته، برات و نامه‌های تجاری به نمایش گذاشته شده است. این موزه در حال حاضر  تعطیل است.

## مسجد رنگونی‌ها
سال ۱۲۹۱شمسی پالایشگاه آبادان به عنوان اولین واحد تصفیه نفت ایران و مرکز عمده صدور فراورده‌های نفتی در نیمکره شرقی آغاز بکار کرد. با مطرح شدن آبادان به عنوان یکی از شهرهای صنعتی، هزاران تبعه انگلیسی، هندی و پاکستانی به این شهر مهاجرت کردند. از نخستین گروه‌هایی که به آبادان آمدند کارکنان پالایشگاه رنگون پایتخت کشور برمه و عمدتاً رنگونی الاصل و مسلمان بودند. به همین لحاظ درصدد تأسیس عبادتگاه در زمین‌های شرکت نفت بآمدند و بالاخره با موافقت این شرکت، ساخت مسجد بدست کارگران پاکستانی پالایشگاه آبادان آغاز و در سال ۱۲۹۹ خورشیدی بنای آن نهاده شد.